# 久野村桃代
久野村 桃代（くのむら とうだい、1893年12月22日 - 1979年11月12日）は、日本の陸軍軍人。最終階級は陸軍中将。

## 経歴
高知県出身。医師・久野村桃蹊の三男として生れる。海南中学校、広島陸軍地方幼年学校、中央幼年学校を経て、1915年5月、陸軍士官学校（27期）を卒業。同年12月、歩兵少尉に任官し歩兵第44連隊付となる。1925年11月、陸軍大学校（37期）を卒業した。
歩兵第44連隊中隊長、教育総監部付勤務、教育総監部課員、ドイツ駐在、歩兵第37連隊大隊長、陸軍省軍務局課員、教育総監部課員、独立歩兵第13連隊長、教育総監部第3課長などを経て、1940年12月、陸軍少将に昇進。
第36歩兵団長、陸士幹事を歴任し、太平洋戦争には1943年5月、第15軍参謀長として出征した。1944年3月、陸軍中将となり、南方軍総司令部付を経て、1944年10月、近衛第2師団長に就任しスマトラ島守備に従事。1946年11月に復員した。
1947年（昭和22年）11月28日、公職追放仮指定を受けた。

## 人物
あだ名は久野村をもじった「無能村」。教育畑が長く、正しくは名が「トウダイ」だが、それを人々が「モモヨ」と読むほど八方美人で穏和従順な性格だったとされる。その従順で事勿れ主義な性格がイエスマンを求める牟田口廉也中将に好まれ、インパール作戦では前任者の小畑信良少将に代わって第15軍参謀長に就任した。
一方で作戦中は前線の苦闘をよそに牟田口中将とともに連日清明荘という料亭通いの毎日を送っており、酒色三昧の生活だった。高級参謀木下秀明大佐が久野村お気に入りの芸者に手を出したことに激怒、その場を見つけ外に引っ張り出し兵隊の見ている前で殴りつける乱闘騒ぎを起こしている。
女の奪い合いが原因で現職の将官が大佐を殴ったという事件はたちどころに兵士達の間で噂になったが、さらにこのような司令部の腐敗ぶりは直ちに英印軍の諜報機関の知るところとなり、マイクを通じて最前線におけるプロパガンダに遺憾なく活用された。
そのため前線で餓死寸前で苦闘していた第31師団長佐藤幸徳中将は、自らは遊興に耽りながら進撃を強要する15軍司令部に「久野村参謀長以下幕僚の能力は、正に士官候補生以下なり」と名指しで返電した。

## 年譜
- 大正4年5月25日 陸軍士官学校卒業
- 大正4年12月25日 陸軍少尉
- 大正11年12月14日 陸軍大学校入校
- 大正14年11月27日 陸軍大学校卒業
- 昭和13年12月10日 教育総監部第3課長
- 昭和15年12月2日 陸軍少将・第36歩兵団長
- 昭和16年10月 陸軍士官学校幹事
- 昭和18年5月26日 第15軍参謀長（～昭和19年9月22日）
- 昭和19年3月 陸軍中将
- 昭和19年10月5日 近衛第2師団長

## 栄典
外国勲章佩用允許
- 1935年（昭和10年）9月21日 - 満洲帝国：満洲帝国皇帝訪日記念章[2]